# Litouws-Pools-Oekraïense Brigade

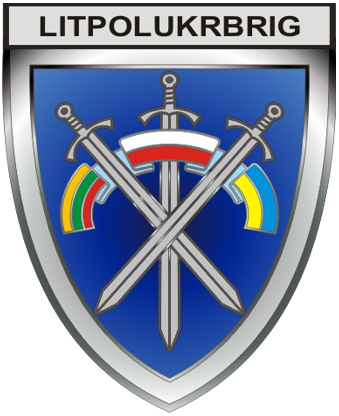

De Litouws-Pools-Oekraïense Brigade, afgekort Litpolukrbrig (Oekraïens: Литовсько-Польсько-Українська Бригада (ЛИТПОЛУКРБРИГ)), is een militair bondgenootschap tussen Litouwen, Polen en Oekraïne, dat bij verdrag werd opgericht op 16 november 2009. De troepenmacht zal 2000 tot 5000 militairen tellen. Het hoofdkwartier van het bondgenootschap komt in Polen te staan, het commando zal om de twee jaar wisselen en de diensttaal zal het Engels zijn.